# Basarkhod, Sampgaon
Basarkhod là một làng thuộc tehsil Sampgaon, huyện Belgaum, bang Karnataka, Ấn Độ.